# Hubert Hurkacz
Hubert Hurkacz (Breslavia, 11 de febrero de 1997) es un tenista profesional polaco. Ha sido clasificado como el No. 6 del mundo en individuales en el ranking de la ATP, lo que lo convierte en el polaco mejor clasificado en la historia de individuales. Se destaca por su gran servicio, y por haber ganado dos títulos de la serie ATP Tour Masters 1000, Miami en 2021 y Shanghái en 2023.
Ha ganado ocho títulos de individuales del ATP Tour, incluidos dos títulos Masters 1000, convirtiéndose en el primer polaco en ganar un título ATP Masters 1000, luego de ganarle a Jannik Sinner el Masters de Miami en 2021, Hurkacz también tiene un ranking de su carrera como No. 30 del mundo en dobles, que alcanzó en junio de 2022.
Como junior, Hurkacz llegó a ocupar el puesto número 29 del mundo. Él y su compañero Alex Molčan fueron subcampeones en la final de dobles masculinos del Abierto de Australia de 2015. Como profesional, irrumpió en el top 100 por primera vez en 2018 después de alcanzar las segundas rondas de Roland Garros en 2018 y el Abierto de Estados Unidos de 2018. Ese año, se clasificó para las Next Gen ATP Finals, donde ganó contra Jaume Munar, pero perdió ante Frances Tiafoe y Stefanos Tsitsipas. En 2019, ganó su primer título ATP en el Winston-Salem Open de 2019. Al año siguiente, derrotó a tres oponentes de mayor ranking en la ATP Cup de 2020 y llegó a las semifinales del Torneo de Auckland 2020. Al hacerlo, entró en el top 30 de la clasificación mundial.
En 2021, después de ganar su segundo y tercer título individual, alcanzó su primera semifinal de Grand Slam en el Campeonato de Wimbledon de 2021 y se convirtió en el segundo polaco en llegar a semifinales en un Grand Slam después de Jerzy Janowicz en 2013.
Hurkacz es un jugador que juega en todas las canchas. Con 1,96 m (6 pies 5 pulgadas), también posee un servicio que alcanza hasta 151 millas por hora (243 km/h) para generar golpes efectivos de uno-dos . Además de ser un jugador defensivo de fondo, a menudo ha incluido el juego de red en su estilo y ha sido reconocido por su inclinación por jugar saque y volea para cerrar puntos.

## Carrera

### 2018: Primeras victorias en torneos Grand Slam y Finales Next Generation ATP

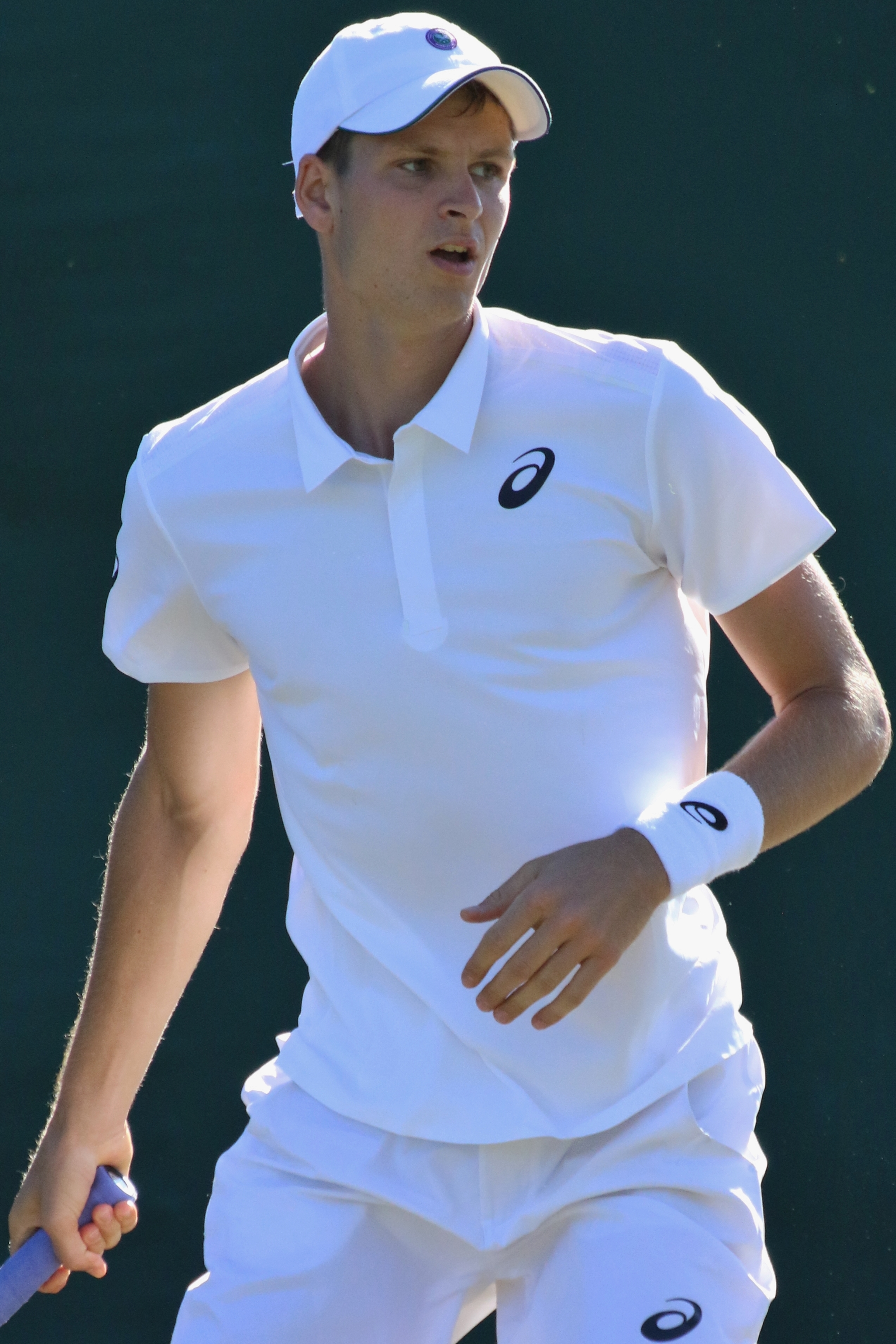
Hurkacz en el Campeonato de Wimbledon 2018

Hurkacz jugó en el cuadro principal del Torneo de Roland Garros 2018, donde derrotó a Tennys Sandgren en la primera ronda, siendo su primera victoria en un Grand Slam y en cualquier evento del cuadro principal de la ATP. Perdió en la segunda ronda ante el tercer favorito Marin Čilić en cuatro sets. 
En agosto, Hurkacz hizo su debut en el Abierto de Estados Unidos 2018. Comenzó como el sexto favorito en el cuadro de clasificación y alcanzó su tercer cuadro principal consecutivo de Grand Slam como clasificado, venciendo a John-Patrick Smith, Egor Gerasimov y Pedro Martínez Portero, todos en sets corridos para ingresar a la primera ronda. Allí, se enfrentó a Stefano Travaglia quien, como muchos otros, fue víctima del calor extremo y se retiró. En la segunda ronda, Hurkacz perdió ante Marin Čilić en su segundo encuentro consecutivo en Grand Slam. 
En noviembre, Hurkacz jugó en las NextGen Finals en Milán, donde derrotó a Jaume Munar siendo su única victoria, posteriorme, perdió ante el estadunidense Frances Tiafoe y el griego Stefanos Tsitsipas. Al final de la temporada, recibió una nominación al premio ATP Newcomer of the Year. 

## Estilo de juego
Hurkacz juega en toda la cancha con énfasis en el juego defensivo de línea de fondo , y el exjugador top 10 Wojciech Fibak afirmó que Hurkacz es "un jugador excelente y versátil que puede atacar, acelerar y defender". Hurkacz es un gran pegador, dado que mide 196 cm (6'5"). Es un servidor efectivo, con un servicio superior capaz de alcanzar 151 millas por hora (243 km/h),  y puede golpear con potencia tanto de derecha como de revés. Pero como muchos de los jugadores más potentes del tour, la consistencia ha sido descrita como un problema.  
Hurkacz juega sólidamente desde el fondo de la cancha. Juega una pelota baja, plana y peligrosa, mientras sostiene la pelota en la cancha. A lo largo de los años, Hurkacz también se ha ganado la reputación de tirador en la cancha. Hablando de sus movimientos únicos, Hurkacz explica: "Siempre disfruto de las canchas de césped, cuando juegas en cancha dura o de arcilla probablemente sea mejor no tirarte porque cuando te caes del salto puedes rasguñarte, en el césped, es bastante cómodo. "A veces, cuando se trata de alcanzar una pelota que está muy lejos, simplemente hay que hacerlo".  También se le ha descrito como un jugador de saque y volea , especialmente en canchas de césped.Su entrenador, Craig Boynton , resumió el estilo de Hurkacz comparándolo con el de Andy Murray: "Creo que si lo miras, la gente ha dicho que en cierta manera refleja a Andy Murray con una rutina similar en las devoluciones, un revés un poco similar. Es un poco más alto que Andy. El movimiento de Andy era fenomenal. Pero Hubi también es un muy buen atleta". 
A pesar de que a todos los tenistas se les enseña a mantener la vista en la pelota, Hurkacz hace todo lo contrario. En una entrevista de 2019 con L'Équipe , admitió: "Lo confieso, es verdad, cierro los ojos cuando golpeó la pelota. De hecho, probablemente siempre he jugado así, y ha pasado un tiempo desde que me notaron". 

## ATP World Tour Masters 1000

### Títulos (2)
| Año  | Torneo   | Superficie | Ind/Outdoor | Oponente en la final | Resultado        |
| 2021 | Miami    | Dura       | Outdoor     | Jannik Sinner        | 7-6(4), 6-4      |
| 2023 | Shanghái | Dura       | Outdoor     | Andrey Rublev        | 6-3, 3-6, 7-6(8) |

#### Finalista (1)
| Año  | Torneo   | Superficie | Ind/Outdoor | Oponente en la final | Resultado     |
| 2022 | Montreal | Dura       | Outdoor     | Pablo Carreño        | 6-3, 3-6, 3-6 |

## Títulos ATP (12; 8+4)

### Individual (8)
| Leyenda                   |
| Grand Slam (0)            |
| ATP World Tour Finals (0) |
| ATP Masters 1000 (2)      |
| ATP World Tour 500 (1)    |
| ATP World Tour 250 (5)    |

| N.º | Fecha                    | Torneo        | Superficie    | Oponente en la final | Resultado        |
| --- | ------------------------ | ------------- | ------------- | -------------------- | ---------------- |
| 1.  | 24 de agosto de 2019     | Winston-Salem | Dura          | Benoît Paire         | 6-3, 3-6, 6-3    |
| 2.  | 13 de enero de 2021      | Delray Beach  | Dura          | Sebastian Korda      | 6-3, 6-3         |
| 3.  | 4 de abril de 2021       | Miami         | Dura          | Jannik Sinner        | 7-6(4), 6-4      |
| 4.  | 26 de septiembre de 2021 | Metz          | Dura (i)      | Pablo Carreño        | 7-6(2), 6-3      |
| 5.  | 19 de junio de 2022      | Halle         | Hierba        | Daniil Medvédev      | 6-1, 6-4         |
| 6.  | 26 de febrero de 2023    | Marsella      | Dura (i)      | Benjamin Bonzi       | 6-3, 7-6(4)      |
| 7.  | 15 de octubre de 2023    | Shanghái      | Dura          | Andrey Rublev        | 6-3, 3-6, 7-6(8) |
| 8.  | 7 de abril de 2024       | Estoril       | Tierra batida | Pedro Martínez       | 6-3, 6-4         |

#### Finalista (4)
| N.º | Fecha                 | Torneo   | Superficie    | Oponente en la final  | Resultado           |
| --- | --------------------- | -------- | ------------- | --------------------- | ------------------- |
| 1.  | 14 de agosto de 2022  | Montreal | Dura          | Pablo Carreño         | 6-3, 3-6, 3-6       |
| 2.  | 23 de octubre de 2023 | Basilea  | Dura (i)      | Félix Auger-Aliassime | 6-7(3), 6-7(5)      |
| 3.  | 23 de junio de 2024   | Halle    | Hierba        | Jannik Sinner         | 6-7(8), 6-7(2)      |
| 4.  | 25 de mayo de 2025    | Ginebra  | Tierra batida | Novak Djokovic        | 7-5, 6-7(2), 6-7(2) |

### Dobles (4)
| Leyenda                         |
| Grand Slam (0)                  |
| ATP Wourld Tour Finals (0)      |
| ATP Masters 1000 World Tour (2) |
| ATP World Tour 500 series (0)   |
| ATP World Tour 250 series (2)   |

| N.º | Fecha                    | Torneo    | Superficie | Pareja                | Oponentes en la final       | Resultado              |
| --- | ------------------------ | --------- | ---------- | --------------------- | --------------------------- | ---------------------- |
| 1.  | 8 de noviembre de 2020   | París     | Dura (i)   | Félix Auger-Aliassime | Mate Pavić Bruno Soares     | 6-7(3), 7-6(7), [10-2] |
| 2.  | 26 de septiembre de 2021 | Metz      | Dura (i)   | Jan Zieliński         | Hugo Nys Arthur Rinderknech | 7-5, 6-3               |
| 3.  | 2 de abril de 2022       | Miami     | Dura       | John Isner            | Wesley Koolhof Neal Skupski | 7-6(5), 6-4            |
| 4.  | 12 de junio de 2022      | Stuttgart | Hierba     | Mate Pavić            | Tim Puetz Michael Venus     | 7-6(3), 7-6(5)         |

#### Finalista (1)
| N.º | Fecha               | Torneo | Superficie | Pareja                | Oponentes en la final      | Resultado   |
| --- | ------------------- | ------ | ---------- | --------------------- | -------------------------- | ----------- |
| 1.  | 20 de junio de 2021 | Halle  | Hierba     | Félix Auger-Aliassime | Kevin Krawietz Horia Tecău | 6-7(4), 4-6 |

## Títulos Challenger (3; 3+0)

### Individual (3)
| N.° | Fecha      | Torneo                 | Superficie    | Oponente en la final | Resultado     |
| --- | ---------- | ---------------------- | ------------- | -------------------- | ------------- |
| 1.  | 10.06.2018 | Challenger de Poznan   | Tierra batida | Taro Daniel          | 6-1, 6-1      |
| 2.  | 28.10.2018 | Challenger de Brest    | Dura (i)      | Ricardas Berankis    | 7-5, 6-1      |
| 3.  | 11.01.2019 | Challenger de Canberra | Dura          | Ilya Ivashka         | 6-4, 4-6, 6-2 |

### Finalista (2)
| N.° | Fecha      | Torneo                    | Superficie | Oponente en la final | Resultado           |
| --- | ---------- | ------------------------- | ---------- | -------------------- | ------------------- |
| 1.  | 04.11.2017 | Challenger de Shenzhen II | Dura       | Radu Albot           | 6-7(6), 7-6(3), 4-6 |
| 2.  | 11.03.2018 | Challenger de Zhuhai      | Dura       | Alex Bolt            | 7-5, 6-7(4), 2-6    |

## Clasificación histórica
| Torneos de Grand Slam |                 |                 |                 |                 |                 |              |              |              |     |        |        |  |  |
| Abierto de Australia | A               | A               | A               | 1R              | 2R              | 1R           | 2R           | 4R           | CF  | 0 / 6  | 9-6    |  |  |
| Roland Garros | A               | A               | 2R              | 1R              | 1R              | 1R           | 4R           | 3R           | 4R  | 0 / 7  | 9-7    |  |  |
| Wimbledon | A               | A               | 1R              | 3R              | ND              | SF           | 1R           | 4R           |     | 0 / 5  | 10-5   |  |  |
| US Open | A               | A               | 2R              | 1R              | 2R              | 2R           | 2R           | 2R           |     | 0 / 6  | 5-6    |  |  |
| Ganados–Perdidos | 0-0             | 0-0             | 2-3             | 2-4             | 2-3             | 6-4          | 5-4          | 9-4          | 7-2 | 0 / 24 | 33-26  |  |  |
| Torneo de maestros |                 |                 |                 |                 |                 |              |              |              |     |        |        |  |  |
| ATP Finals | No se clasificó | No se clasificó | No se clasificó | No se clasificó | No se clasificó | RR           | NSC          | RR           |     | 0 / 2  | 0-4    |  |  |
| ATP Tour Masters 1000 |                 |                 |                 |                 |                 |              |              |              |     |        |        |  |  |
| Indian Wells | A               | A               | A               | CF              | ND              | CF           | 4R           | 3R           | 2R  | 0 / 5  | 10-5   |  |  |
| Miami | A               | A               | A               | 3R              | ND              | 'G'          | SF           | 3R           | 4R  | 1 / 5  | 15-4   |  |  |
| Montecarlo | A               | A               | A               | 1R              | ND              | 2R           | CF           | 3R           |     | 0 / 4  | 6-4    |  |  |
| Madrid | A               | A               | A               | 3R              | ND              | 1R           | CF           | 3R           |     | 0 / 4  | 6-4    |  |  |
| Roma | A               | A               | A               | A               | 3R              | 1R           | 1R           | 2R           |     | 0 / 4  | 2-4    |  |  |
| Canadá | A               | A               | A               | 3R              | ND              | CF           | F            | 3R           |     | 0 / 4  | 9-4    |  |  |
| Cincinnati | A               | A               | 1R              | 1R              | 1R              | 3R           | 2R           | SF           |     | 0 / 6  | 6-6    |  |  |
| Shanghái | A               | A               | 1R              | 3R              | No Disputado    | No Disputado | No Disputado | G            |     | 1 / 3  | 8-2    |  |  |
| París | A               | A               | A               | 1R              | 1R              | SF           | 2R           | CF           |     | 0 / 5  | 7-5    |  |  |
| Ganados-Perdidos | 0-0             | 0-0             | 0-2             | 12-8            | 2-3             | 16-7         | 17-8         | 20-8         |     | 2 / 40 | 69-38  |  |  |
| Representación nacional                                                                                                   |                 |                 |                 |                 |                 |              |              |              |     |        |        |  |  |
| Juegos Olímpicos | A               | No Celebrado    | No Celebrado    | No Celebrado    | No Celebrado    | 2R           | No Celebrado | No Celebrado |     | 0 / 1  | 1-1    |  |  |
| Copa Davis | PO              | G1              | G2              | G3              | A               | A            | A            |              |     | 0 / 1  | 7-9    |  |  |
| ATP Cup | Inexistente     | Inexistente     | Inexistente     | Inexistente     | RR              | NSC          | SF           | ND           |     | 0 / 2  | 6-1    |  |  |
| United Cup | Inexistente     | Inexistente     | Inexistente     | Inexistente     | Inexistente     | Inexistente  | Inexistente  | SF           |     | 0 / 1  | 2-2    |  |  |
| Ganados–Perdidos | 1-3             | 0-4             | 3-1             | 3-1             | 3-0             | 1-1          | 3-1          | 2-2          |     | 0 / 5  | 16-13  |  |  |
| Estadísticas |                 |                 |                 |                 |                 |              |              |              |     |        |        |  |  |
| | 2016            | 2017            | 2018            | 2019            | 2020            | 2021         | 2022         | 2023         |     | T/P    | G-P    |  |  |
| Torneos | 0               | 0               | 8               | 25              | 13              | 24           | 22           | 24           |     | 92     | 92     |  |  |
| Títulos | 0               | 0               | 0               | 1               | 0               | 3            | 1            | 2            |     | 7      | 7      |  |  |
| Finales | 0               | 0               | 0               | 1               | 0               | 3            | 2            | 3            |     | 9      | 9      |  |  |
| G–P en general | 1-3             | 0-4             | 7-11            | 25-24           | 15-13           | 36-20        | 41-21        | 45-24        |     | 4 / 92 | 125-99 |  |  |
| Victorias % | 25%             | 0%              | 40%             | 51%             | 54%             | 64%          | 66%          | 65%          |     | 56%    | 56%    |  |  |
| Leyenda: G: Torneo ganado; F: Finalista; SF: Semifinalista; CF: Cuartos de final; G-P: Ganados-Perdidos; ND: No Disputado |                 |                 |                 |                 |                 |              |              |              |     |        |        |  |  |

## Ranking ATP al final de la temporada
| Año                      | 2014 | 2015 | 2016 | 2017 | 2018 | 2019 | 2020 | 2021 | 2022 | 2023 |
| Ranking ATP Individuales | 1408 | 620  | 383  | 238  | 86   | 37   | 34   | 9    | 10   | 9    |